# Formula 3 Brazil Open
Il Formula 3 Brazil Open, conosciuto anche come F3 Brazil Open, è una gara automobilistica che si tiene annualmente presso l'Autodromo José Carlos Pace (Interlagos) a San Paolo del Brasile. La gara è riservata a vetture di Formula 3.

## La storia
La prima edizione si tenne tra il 21 e il 24 gennaio 2010.

## Il regolamento

### Regolamento tecnico
Il regolamento tecnico adottato è quella della F3 sudamericana: vengono usate delle vetture della Dallara a motore Berta260 bhp e pneumatici della Pirelli Tyres. L'evento è aperto a tutti i piloti che poseggono la licenza per correre in F3.

### Regolamento sportivo
L'evento si compone di quattro gare: tre di qualifica alla gara finale che attribuisce la vittoria finale.
La griglia di partenza delle prime due gare è stabilita sulla base del risultato delle prove del venerdì. I punti sono attribuiti ai piloti a seconda del risultato delle due gare secondo lo schema seguente:
| Punti assegnati in gara 1 e gara 2 | Punti assegnati in gara 1 e gara 2 | Punti assegnati in gara 1 e gara 2 | Punti assegnati in gara 1 e gara 2 | Punti assegnati in gara 1 e gara 2 | Punti assegnati in gara 1 e gara 2 | Punti assegnati in gara 1 e gara 2 | Punti assegnati in gara 1 e gara 2 | Punti assegnati in gara 1 e gara 2 | Punti assegnati in gara 1 e gara 2 | Punti assegnati in gara 1 e gara 2 | Punti assegnati in gara 1 e gara 2 | Punti assegnati in gara 1 e gara 2 | Punti assegnati in gara 1 e gara 2 | Punti assegnati in gara 1 e gara 2 | Punti assegnati in gara 1 e gara 2 | Punti assegnati in gara 1 e gara 2 | Punti assegnati in gara 1 e gara 2 | Punti assegnati in gara 1 e gara 2 | Punti assegnati in gara 1 e gara 2 | Punti assegnati in gara 1 e gara 2 | Punti assegnati in gara 1 e gara 2 | Punti assegnati in gara 1 e gara 2 | Punti assegnati in gara 1 e gara 2 | Punti assegnati in gara 1 e gara 2 | Punti assegnati in gara 1 e gara 2 | Punti assegnati in gara 1 e gara 2 | Punti assegnati in gara 1 e gara 2 |
| 1°                                 | 2°                                 | 3°                                 | 4°                                 | 5°                                 | 6°                                 | 7°                                 | 8°                                 | 9°                                 | 10°                                | 11°                                | 12°                                | 13°                                | 14°                                | 15°                                | 16°                                | 17°                                | 18°                                | 19°                                | 20°                                | 21°                                | 22°                                | 23°                                | 24°                                | 25°                                | 26°                                | 27°                                | 28°                                |
| ---------------------------------- | ---------------------------------- | ---------------------------------- | ---------------------------------- | ---------------------------------- | ---------------------------------- | ---------------------------------- | ---------------------------------- | ---------------------------------- | ---------------------------------- | ---------------------------------- | ---------------------------------- | ---------------------------------- | ---------------------------------- | ---------------------------------- | ---------------------------------- | ---------------------------------- | ---------------------------------- | ---------------------------------- | ---------------------------------- | ---------------------------------- | ---------------------------------- | ---------------------------------- | ---------------------------------- | ---------------------------------- | ---------------------------------- | ---------------------------------- | ---------------------------------- |
| 0                                  | 1                                  | 2                                  | 3                                  | 4                                  | 5                                  | 6                                  | 7                                  | 8                                  | 9                                  | 10                                 | 11                                 | 12                                 | 13                                 | 14                                 | 15                                 | 16                                 | 17                                 | 18                                 | 19                                 | 20                                 | 21                                 | 22                                 | 23                                 | 24                                 | 25                                 | 26                                 | 27                                 |

La griglia di gara 3 è determinata sulla classifica calcolata sui risultati delle prime due gare. In caso di più piloti a pari punti il pilota col miglior risultato in gara 2 ottiene la miglior posizione di partenza. La griglia della gara di finale è stabilita sul risultato della gara 3.

## Albo d'oro
| Anno | Vincitore        | Secondo           | Terzo              |  | Pole position    | GPV              |  | Classe B           |
| ---- | ---------------- | ----------------- | ------------------ |  | ---------------- | ---------------- |  | ------------------ |
| 2010 | William Buller   | André Negrão      | Yann Cunha         |  | William Buller   | William Buller   |  | Leandro Florenzo   |
| 2011 | Lucas Foresti    | Yann Cunha        | Victor Guerin      |  | Lucas Foresti    | Lucas Foresti    |  | Raphael Abbate     |
| 2012 | Lucas Foresti    | André Negrão      | Vinícius Alvarenga |  | Lucas Foresti    | Lucas Foresti    |  | Vinícius Alvarenga |
| 2013 | Felipe Guimarães | Dmitry Suranovich | Eduardo Banzoli    |  | Felipe Guimarães | Felipe Guimarães |  | Eduardo Banzoli    |